# Тюрли Саківські
Тюрли Саківські (біл. вёска Цюрлі Сакаўскія) — село в складі Молодечненського району Мінської області, Білорусь. Село підпорядковане Тюрлівській сільській раді, розташоване в західній частині області.